# Hêvié
Hêvié est un arrondissement de la commune d'Abomey-Calavi localisé dans le département de l'Atlantique au Nord-Sud du Bénin,,.

## Histoire et Toponymie
Hêvié est réputé pour être le haut lieu des pratiques occultes,. Elle est considérée comme le berceau de Hèviosso, le vodun du tonnerre.

## Géographie
Hêvié est subdivisé en 5 quartiers et villages,.

## Population
Selon le recensement général de la population et de l'Habitation (RGPH4) de l'Institut national de la statistique et de l'analyse économique (INSAE) au Bénin en 2013, la population de Hêvié compte 13 657 ménages pour 67 218 habitants.

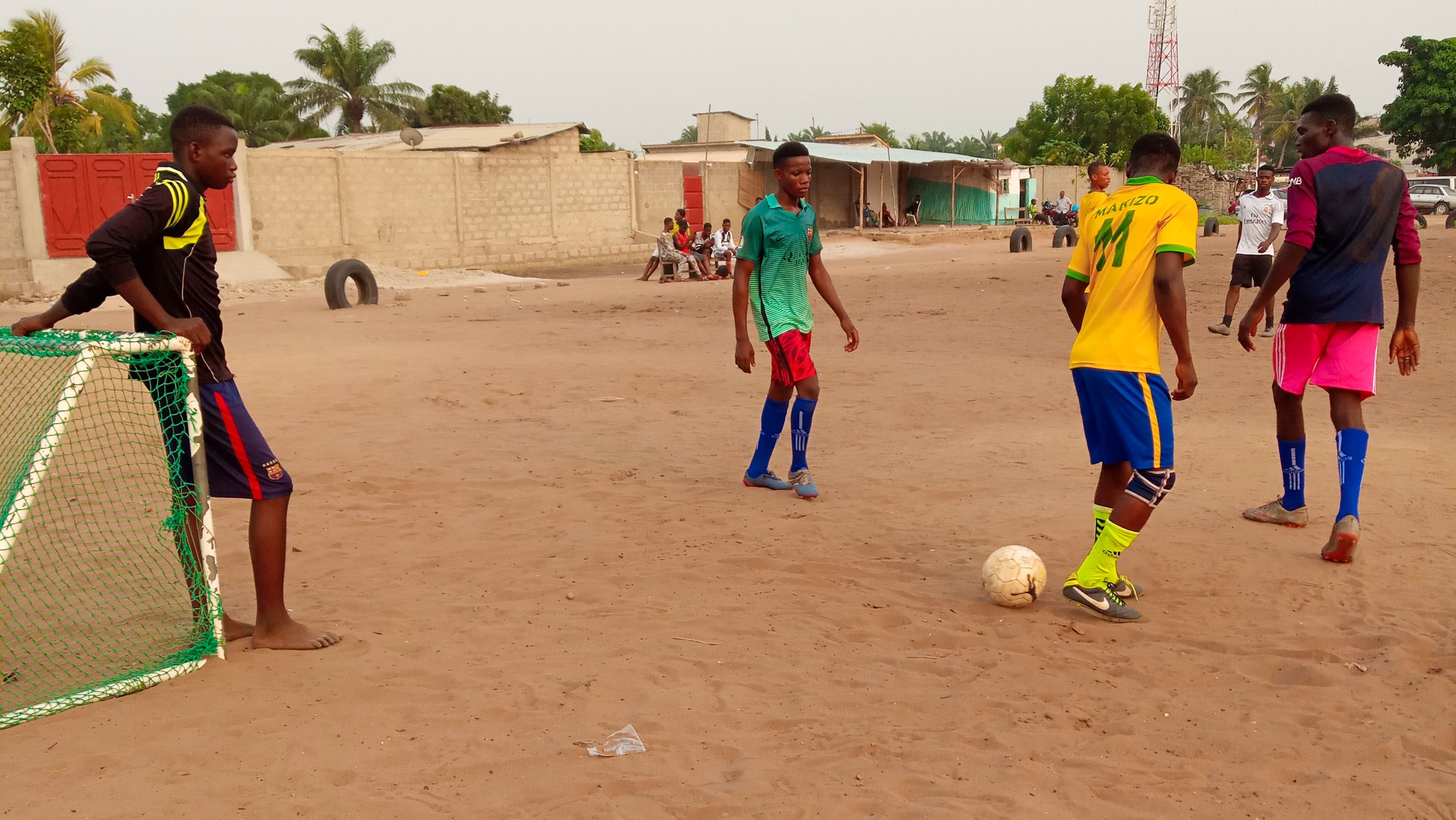
Foot de rue

| Indicateur           | 2013  |
| -------------------- | ----- |
| Nombre de ménages    | 13657 |
| Population féminine  | 34415 |
| Population masculine | 32803 |
| Population totale    | 67218 |

- Foot de rue